# Torri Higginson
Sarah Victoria "Torri" Higginson (Burlington, Ontario, 6 de diciembre de 1969) es una actriz canadiense. Se la conoce principalmente por sus papeles en TekWar, El paciente inglés y Stargate Atlantis. También ha actuado en el teatro, en las obras Three Tall Women, Weldon Rising y Picasso at the Lapin Agile.
Tomó el papel de Elizabeth Weir que anteriormente había interpretado Jessica Steen como invitada especial en el episodio inicial de la octava temporada de Stargate SG-1. Se convirtió entonces en la líder de la expedición a Atlantis en Stargate Atlantis, y siguió con ese papel hasta el final de la tercera temporada de la serie, siendo posteriormente relegada al papel de actriz invitada en la cuarta temporada. No volvió a aparecer en la quinta y última temporada de la serie.
En 2000 ganó el premio Gemini a la mejor interpretación femenina en un papel dramático por The City, y en 2005 fue nominada al premio Saturn en la categoría de mejor actriz de reparto por Stargate Atlantis.